# Lejanías
Lejanías è un comune della Colombia facente parte del dipartimento di Meta.
Il centro abitato venne fondato da un gruppi di coloni negli anni cinquanta.